# Antaplaga biundulalis
Antaplaga biundulalis là một loài bướm đêm trong họ Noctuidae.